# TV Mutum
TV Mutum é uma emissora de televisão brasileira sediada em Nova Mutum, cidade do estado de Mato Grosso. Opera no canal 11 (51 UHF digital), e é afiliada à Band. Pertence ao Grupo Torres de Comunicação.

## História

### SBT (1999-2018)
A emissora foi inaugurada em 12 de agosto de 1999 como TV Fronteira, sendo uma afiliada do SBT. É a primeira emissora de televisão a ter sido instalada no município de Nova Mutum.
Em novembro de 2007, a emissora mudou seu nome para TV Mutum.
Em 1 de setembro de 2018, a TV Arinos, emissora de propriedade do Grupo Roberto Dorner que até então era afiliada à RecordTV, se afiliou ao SBT. A TV Mutum, no entanto, contestou a mudança de rede da concorrente, e entrou na Justiça contra a TV Arinos, acusando o Grupo Roberto Donner de apresentar falsas denúncias de irregularidades da emissora para o SBT em São Paulo, com o objetivo de prejudicar a então afiliada da rede desde 1999 e convencê-los a trocar de afiliada. Por dezesseis dias, Nova Mutum teve dois canais transmitindo a programação do SBT.

### Band (2018-2019)
Em 17 de setembro de 2018, a emissora cede à perda de afiliação do SBT, e anuncia afiliação à Band, em parceria com a TV Cidade Verde de Cuiabá.

### Rede Cidade Verde (2019-2024)
Em 1 de setembro de 2019, a Rede Cidade Verde anunciou que se tornaria uma rede de televisão independente. Com isso, a TV Mutum também deixou a Band, se tornando a primeira emissora afiliada à nova rede.

### Band (2024-atual)
Em 5 de Dezembro de 2024, a TV Mutum deixa de retransmitir a Rede Cidade Verde e volta a transmitir a Band.

## Sinal digital
| PSIP | Canal  | Proporção de tela | Programação                                           |
| ---- | ------ | ----------------- | ----------------------------------------------------- |
| 11.1 | 51 UHF | 1080i             | Programação principal da TV Mutum / Rede Bandeirantes |

A emissora iniciou suas operações em sinal digital no dia 9 de maio de 2019, através do canal 51 UHF.

## Programas
Além de retransmitir a programação estadual da Rede Cidade Verde, a TV Mutum produz ou exibe os seguintes programas:
- Experiência de Deus: Religioso, com o Padre Reginaldo Manzotti;[9]
- Band Cidade: Telejornal, com Ed Motta;
- Mutum Urgente: Telejornal policial, com David Vieira
- Mato Grosso Acontece

Diversos outros programas compuseram a grade da emissora, e foram descontinuados:
- Conexão Poder[10]
- Direto ao Ponto[11]
- Giro de Notícias[12]
- MT Acontece 2ª Edição[13]
- Resumo da Semana[14]
- SBT Mutum[15]
- SBT Notícias[16]
- TVM Notícias[17]

## Equipe

### Membros antigos
- André Michells[10]
- Ed Motta[18]
- Fabrícia Viêro[19]
- Kelly Zanon[20]